# Stefan Ludik
Stefan Ludik (* 5. April 1981 in Windhoek, Südwestafrika), als Künstler auch bekannt als Ludik und Elvis se seun (Afrikaans für Elvis' Sohn), ist ein namibischer Musiker, Fernsehpersönlichkeit, Schauspieler und Sportler.  Er erlangte durch seine Musik vor allem auch in Südafrika sowie als Teilnehmer von Big Brother Africa afrikaweit Bekanntheit.
Er war seit 1. Januar 2018 mit Schauspielerin Anelle Bester verlobt, ehe er Bester einige Monate später vor laufenden Kameras heiratete.

## Beruflicher Werdegang
Ludik studierte forensische Psychologie und arbeitete selbständig als Detektiv. Seit 2019 arbeitet Ludik als Marketingspezialist für einen Einzelhandelsgeschäft in Otjiwarongo.

### Sport
Ludik spielte von 1999 bis 2000 als Batsman für die namibische U19-Cricket-Nationalmannschaft.

### Fernsehen
Als erster Namibier nahm Ludik bei Big Brother Africa teil. Er spielte zudem als Schauspieler in afrikaansen Fernsehserien in Südafrika, darunter Egoli: Plek van Goud und Binnelanders.

### Musik
Ludik tritt mit seinem vollen Namen oder nur unter seinem Nachnamen sowie seit 2014 unter dem Künstlernamen Elvis se seun (Elvis' Sohn, in Anlehnung an Elvis Presley) auf. Er singt vor allem auf Afrikaans und auch Englisch. 2011 gewann Ludik den Afroatainment Museke Online Africa Music Award (MOAMA) mit seiner Single „Black Girl, White Boy“, die er gemeinsam mit der namibischen Girlgroup Gal Level aufnahm.

## Filmografie
- Big Brother Africa, 1. Staffel, 2003
- Haak en Steek, 2003
- Egoli: Place of Gold, als Werner Krantz, 2004–2007
- Transito, als Francois Brink, 2008
- Binnelanders/Binneland, als Gustav Kemp, 2012–2014
- Isidingo, als Clive Van Staden, seit 2018

## Diskografie
- 2005: Liggroen Doringbome[10]
- 2007: Vuur en Water[10]
- 2010: Burn This Town
- 2014: Boererock,
- 2015: Disappear
- 2016: Jy Speel 'n Game Met My
- 2017: Goeie Tye